# Blizzard of Ozz
Blizzard of Ozz este primul album al cântărețului britanic de heavy metal, Ozzy Osbourne. A fost lansată pe data de 18 septembrie 1980, și este una dintre cele mai tehnice și influente albume heavy metal. Este primul album din cariera sa solo după concedierea sa din Black Sabbath. Alături de chitaristul Randy Rhoads, Ozzy Osbourne lansează piesele: Crazy Train și Mr. Crowley, cele mai semnificative piese ale acestui album.